# يوسوكي هيجا
يوسوكي هيجا (باليابانية: 比嘉 祐介) (15 مايو 1989 في أوكيناوا في اليابان – )؛ هو لاعب كرة قدم ياباني سابق كان يلعب كمدافع.

## وصلات خارجية
- يوسوكي هيجا على موقع الاتحاد الدولي (مؤرشف)  (الإنجليزية)
- يوسوكي هيجا على موقع رابطة كرة القدم اليابانية للمحترفين (اليابانية)
- يوسوكي هيجا على موقع قاعدة بيانات كرة القدم.إي يو (الإنجليزية)
- يوسوكي هيجا على موقع Soccerway.com (الإنجليزية)
- يوسوكي هيجا على موقع عالم كرة القدم.نت (الإنجليزية)
- يوسوكي هيجا على موقع كووورة